# Biologische Schutzgemeinschaft Hunte Weser-Ems

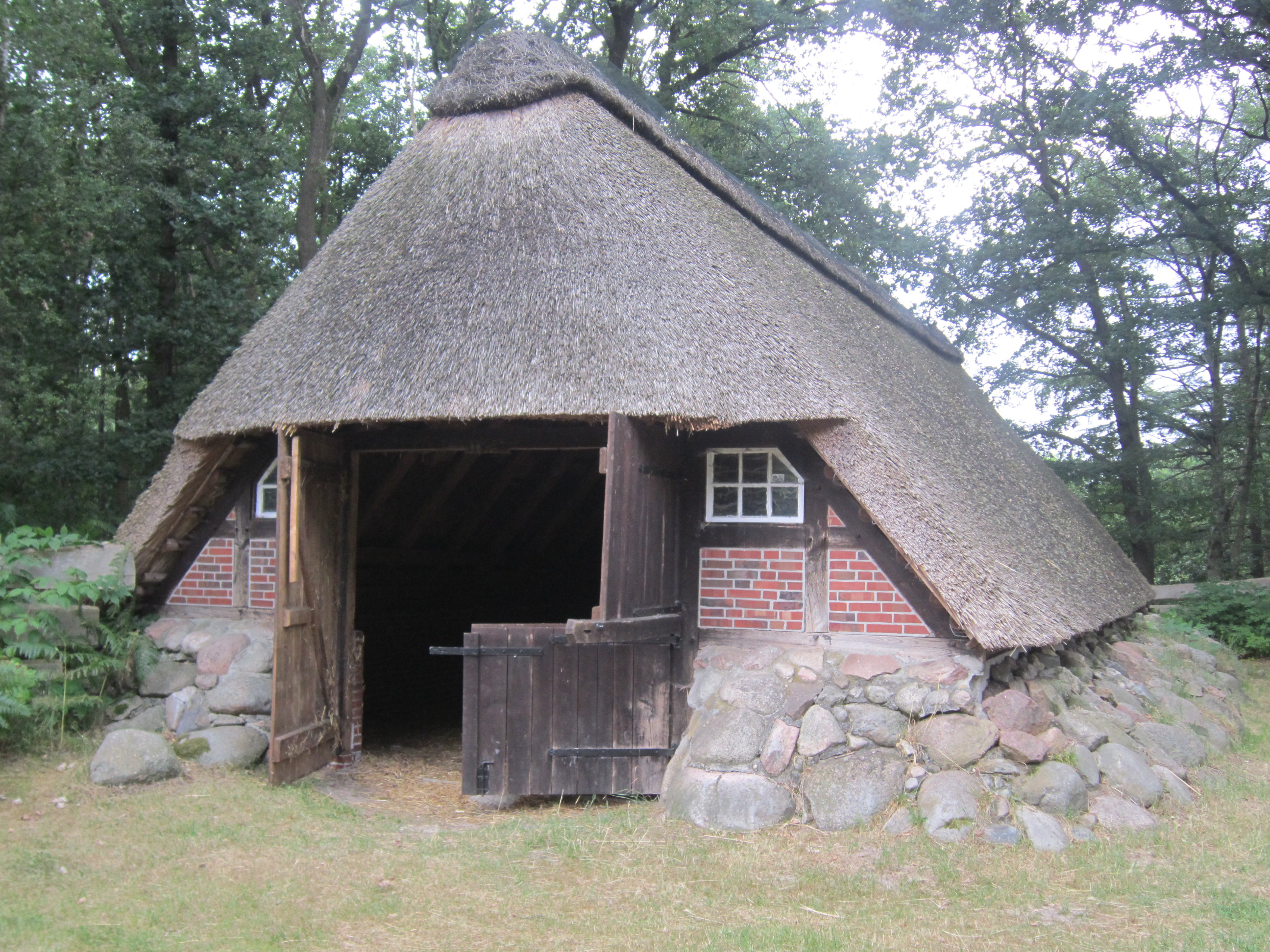
Von der BSH betreuter Schafstall im Lethetal in der Nähe des Naturschutzgebietes Sager Meere, Kleiner Sand und Heumoor

Die Biologische Schutzgemeinschaft Hunte Weser-Ems (BSH) e. V. ist ein Naturschutzverein, dessen Zentrale sich in der Gemeinde Wardenburg im Landkreis Oldenburg (Niedersachsen) befindet. Die gemäß § 29 Bundesnaturschutzgesetz landesweit anerkannte Organisation hat 4500 Mitglieder, außerdem 74 Mitgliedsvereine. Der Verein wird bei allen Planfeststellungsverfahren im Land beteiligt. Dem BSH gehören 250 ha Schutzflächen zwischen der Nordsee und dem Dümmer.

## Geschichte
Der Verein wurde 1976 von Biologen der Universität Osnabrück, Abteilung Vechta gegründet. Aus ihr erwuchs 1983 der Naturschutzverband Niedersachsen e. V. (NVN), mit dem eine Bürogemeinschaft besteht. Auf Initiative des NVN wurde 2001 der Bundesdachverband Naturschutzforum Deutschland e. V. (NaFor) ins Leben gerufen.

## Aufgaben
Der Verein fördert den Naturschutz im weitesten Sinne, d. h. Biotop-, Arten- und Umweltschutz, Landschaftspflege und angewandte Biowissenschaften, vornehmlich zwischen Nordsee und Wiehengebirge. 
Der Verein
- legt Biotope, z. B. Streuobstwiesen, Wälder, Teiche und Hochmoore, an und pflegt sie.
- unterstützt Schäfereien;
- bringt Nisthilfen für Vögel und Fledermäuse an, kontrolliert und pflegt sie;
- betreut und erweitert Naturerlebnispfade;
- gestaltet naturnahe Gärten und berät Dritte bei deren Anlage;
- plant Ökomärkte, Umwelttage, Fachtagungen, Vorträge und Exkursionen und führt sie durch;
- betreut eine Kindergruppe.

Sie kooperiert mit Umwelt- und Naturschutzprojekte in der Region, mit Nationalparkhäusern, Umweltbildungszentren, Naturschutzstationen und der Ökologischen Akademie Hosüne in Huntlosen, dem Biohof Bakenhus bei Großenkneten und hält regelmäßige Kontakte mit benachbarten Hochschulen und Gemeinden. Dazu gehört insbesondere die Unterstützung von Aktivitäten auf den Gebieten Naturschutz, Biologie und Ökologie der Universität Vechta.